# Архиепархия Мехелена-Брюсселя
Архиепархия Мехелена-Брюсселя (лат. Archidioecesis Mechliniensis-Bruxellensis) — архиепархия Римско-Католической Церкви с центром в старинном городе Мехелене, и городе Брюсселе, в столице Бельгии. В митрополию Мехелена-Брюсселя входят епархии Антверпена, Брюгге, Гента, Льежа, Намюра, Турне и Хасселта. Архиепархия включает в себя провинции: Фламандский Брабант, Валлонский Брабант, Брюссельский столичный регион и восемь муниципалитетов в провинции Антверпен.
Кафедральным собором архиепархии Мехелена-Брюсселя является собор Святого Румольда. В Брюсселе, наиболее важной церковью является сокафедральный собор Святых Михаила и Гудулы, который расположен в центре города в нескольких минутах ходьбы от площади Гран-Плас. С 6 ноября 2015 года архиепископом Мехелена-Брюсселя является архиепископ Люк Терлинден.

## История
Святой Престол учредил архиепархию Мехелена 12 мая 1559 года буллой Super Universas папы римского Павла IV, получив территорию от епархии Камбре. Первоначально у неё были суффраганными епархиями Антверпена, Брюгге, Гента и Ипра, все учреждённые в это же время и епархия Льежа, бывшая суффраганная архиепархии Кёльна.
После Конкордата Наполеона, папской буллой Qui Christi Domini папы римского Пия VII от 29 ноября 1801 года были упразднены епархии Антверпена, Брюгге и Ипра, а Камбре была понижена до суффраганной епархии, что делало суффраганными епархиями архиепархии Мехелена — епархии Намюра и Турне.
22 марта 1803 года уступила часть своей территории в пользу учреждённого Апостольского викариата Бреды (в настоящее время — епархия).
27 мая 1834 года восстановлена епархия Брюгге, в качестве суффраганной епархии архиепархии Мехелена.
8 декабря 1961 года в силу буллы Christi Ecclesia папы римского Иоанна XXIII, которая передавала другую часть своей территории в пользу восстановленной епархии Антверпена, суффраганной епархии материнской архиепархии, и в то же время получил своё нынешнее название — архиепархия Мехелена-Брюсселя.
31 мая 1967 года была учреждена епархия Хасселта, суффраганная епархия архиепархии Мехелена-Брюсселя.

## Ординарии
- кардинал Антуан Перрено де Гранвела — (10 марта 1561 — 24 января 1583);
- архиепископ Иоанн Хаучин — (24 января 1583 — 5 января 1589); 
  - вакантно (1589-1595);
- архиепископ Матиас Ховиус — (25 сентября 1595 — 30 мая 1620);
- архиепископ Якобус Боонен — (13 октября 1621 — 31 мая 1655);
- архиепископ Андреас Круесен — (9 апреля 1657 — 8 ноября 1666);
- архиепископ Йоханнес Вахтендонк — (12 марта 1668 — 25 июня 1668);
  - вакантно (1668-1670);
- архиепископ Альфонс де Берже — (17 ноября 1670 — 7 июня 1689);
- архиепископ Гумбертус Гильельмус де Пречипьяно — (8 мая 1690 — 9 июня 1711);
- кардинал Тома Филипп Вальра д’Энен-Льетар д’Эльзас-Буссю де Шиме — (16 декабря 1715 — 5 января 1759);
- кардинал Иоганн Генрих фон Франкенберг — (28 мая 1759 — 20 ноября 1801);
- архиепископ Жан-Арман Бессюэжуль Роклёр — (4 июля 1802 — 4 марта 1808);
- архиепископ Доминик-Жорж-Фредерик Дюфурде Прадт — (12 мая 1808 — 1815);
- архиепископ Франсуа-Антуан-Мари-Константен де Меан де Борьё — (28 июля 1817 — 15 января 1831);
- кардинал Энгельберт Стеркс — (8 апреля 1832 — 4 декабря 1867);
- кардинал Виктор-Огюст-Изидор Дешам, C.SS.R. — (20 декабря 1867 — 29 сентября 1883);
- кардинал Петрус-Ламбертус Госсенс — (24 марта 1884 — 25 января 1906);
- кардинал Дезире-Жозеф Мерсье — (7 февраля 1906 — 23 января 1926);
- кардинал Йозеф ван Руй — (12 марта 1926 — 6 августа 1961);
- кардинал Лео Сюненс — (24 ноября 1961 — 4 октября 1979);
- кардинал Годфрид Даннеелс — (19 декабря 1979 — 18 января 2010);
- архиепископ Андре-Жозеф Леонар — (18 января 2010 — 6 ноября 2015);
- кардинал Жозеф Де Кесель — (6 ноября 2015 — 22 июня 2023);
- архиепископ Люк Терлинден — (22 июня 2023 — по настоящее время).

## Суффраганные диоцезы
- Диоцез Антверпена;
- Диоцез Брюгге;
- Диоцез Гента;
- Диоцез Льежа;
- Диоцез Намюра;
- Диоцез Турне;
- Диоцез Хасселта.

## Источник
- Annuario Pontificio, Libreria Editrice Vaticana, Città del Vaticano, 2003, ISBN 88-209-7422-3